# Trachyrhachys funeralis
Trachyrhachys funeralis är en insektsart som beskrevs av Strohecker 1945. Trachyrhachys funeralis ingår i släktet Trachyrhachys och familjen gräshoppor. Inga underarter finns listade i Catalogue of Life.